# Pittsburgh
Pittsburgh es una ciudad de los Estados Unidos, sede del condado de Allegheny en el estado de Pensilvania. Con una población de 302 971 habitantes en el límite urbano y más de 2 370 930 personas en el área metropolitana, se trata de la segunda ciudad más poblada de todo el estado, y la vigésimo séptima más grande del país.
Está ubicada al suroeste del estado de Pensilvania, en la confluencia de los ríos Allegheny, Monongahela y Ohio. Se considera que fue fundada oficialmente el 27 de noviembre de 1758, fecha en la que las tropas británicas conquistaron el fuerte que protegía la zona. La situación geográfica a las orillas de río Ohio, junto con la riqueza mineral de los montes de Allegheny, han jugado un importante papel en su desarrollo industrial. Es apodada «la ciudad del acero» (Steel City) por las numerosas empresas siderúrgicas que ha tenido a lo largo de su historia, y «la ciudad de los puentes» (City of Bridges) por los 446 puentes que conectan los distintos barrios de la ciudad.
Ha sido históricamente una de las ciudades industriales más importantes de Estados Unidos, especializándose a partir del siglo XIX en la producción de metal, hierro y acero. A mediados del siglo XX llegó a ser la tercera ciudad estadounidense en número de sedes corporativas, solo por detrás de Nueva York y Chicago. El declive de la siderurgia en los años 1980 conllevó el cierre de la mayoría de acerías, pero la ciudad aprovechó su legado histórico y cultural para emprender una reconversión industrial basada en servicios sanitarios, educación e industrias tecnológicas.
La ciudad acoge 68 colegios mayores y universidades, incluyendo centros de prestigio como la Universidad de Pittsburgh y la Universidad Carnegie Mellon, así como una amplia oferta cultural y museística. A nivel sanitario acoge la University of Pittsburgh Medical Center (UPMC), uno de los mayores proveedores mundiales de atención sanitaria.

## Toponimia
La ciudad debe su nombre actual al general británico John Forbes, quien después de conquistar la zona en 1758 erigió un asentamiento llamado «Pittsburgh» en honor a William Pitt «el Viejo», en aquella época líder de la Cámara de los Comunes. El elemento burgo, muy común entre los nombres de ciudades escocesas y en todas las lenguas germánicas, solía aplicarse a pequeñas torres o puestos fortificados. Y si bien la forma habitual en inglés era borough, Forbes era escocés y por tanto utilizaba la terminación burgh.
Pittsburgh fue incorporada como localidad de Pensilvania bajo la denominación «borough of Pittsburgh» el 22 de abril de 1794. No obstante, la Agencia de Nombres Geográficos de los Estados Unidos consideró desde 1890 hasta 1911 que la grafía correcta era la forma inglesa «Pittsburg». Gracias a una campaña impulsada por las autoridades locales, en 1911 el gobierno federal rectificó su decisión para aceptar la grafía «Pittsburgh» como la única válida.

## Historia

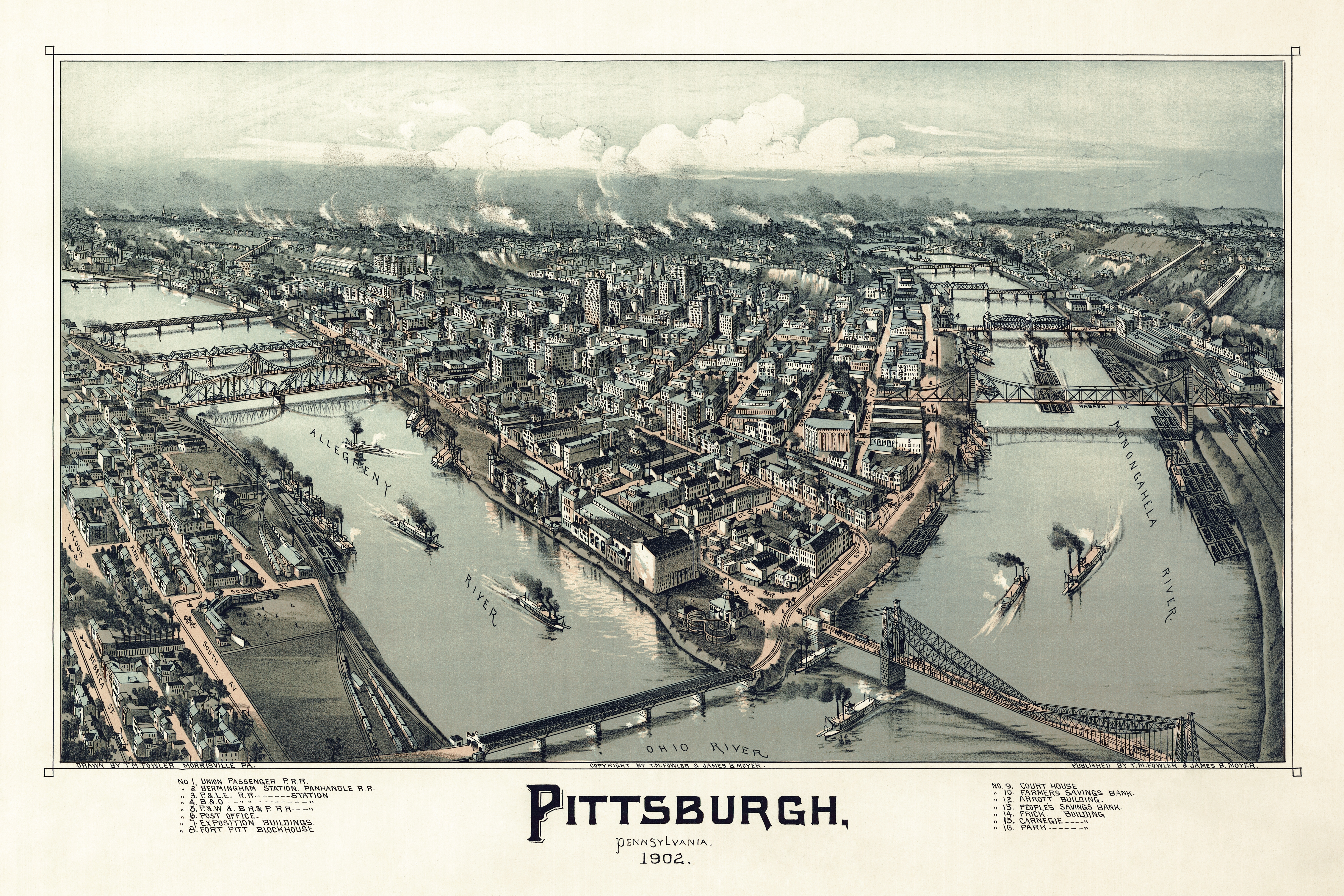
Litografía de Pittsburgh, obra de Thaddeus M. Fowler (1902).

Antes de que la ciudad fuese fundada en el siglo XVIII, los terrenos sobre los que se asienta habían sido habitados por nativos algonquinos e iroqueses. Se cree que la llegada de los colonos europeos ocurrió durante la primera expedición de Robert de La Salle por el río Ohio en 1669.
En 1754 las tropas franceses levantaron el asentamiento de Fort Duquesne en la confluencia de los ríos Allegheny y Monongahela, un cruce de caminos entre Canadá y la Luisiana francesa. Al ser un enclave estratégico sufrió numerosos asaltos durante la guerra franco-india, hasta que los británicos lograron conquistarlo en 1758 bajo las órdenes del general John Forbes. Fort Duquesne fue destruido y en su lugar se levantó otro fuerte, Fort Pitt, llamado así en honor al primer ministro William Pitt «el Viejo».
El asentamiento cercano a Fort Pitt recibió el nombre de «Pittsburgh», dentro de la provincia de Pensilvania. En el transcurso de la revolución de las Trece Colonias, el asentamiento se convirtió en un cruce comercial para los colonos que viajaban al oeste a través del territorio del Ohio. Pittsburgh fue considerada oficialmente una ciudad el 18 de marzo de 1816.
La situación geográfica a las orillas del río Ohio, junto con la abundancia de recursos naturales, convirtió a Pittsburgh en un próspero punto comercial e industrial durante el siglo XIX, especializado tanto en la producción de hierro y acero como en la extracción de carbón. Durante la Guerra de Secesión jugó un rol estratégico en la producción de armas del ejército de la Unión, lo que a su vez conllevó el desarrollo de transportes y vías de ferrocarril. En aquella época Pittsburgh ya era apodada «la ciudad de acero».
En la década de 1870 se fundaron allí las principales acerías de Estados Unidos, con dos hitos destacados: la constitución en 1892 de la Carnegie Steel Company y en 1901 de su sucesora, la United States Steel. Si bien el acero fue el sector más importante durante un siglo, también surgieron empresas en otros sectores como Pittsburgh Plate Glass, Westinghouse Electric, H.J. Heinz, Alcoa y Gulf Oil. La ciudad vivió un notable crecimiento demográfico, especialmente de inmigrantes europeos y afroestadounidenses, hasta alcanzar los 321.000 habitantes a comienzos del siglo XX. Pittsburgh fue también uno de los focos del movimiento sindical estadounidense, pues allí se fundó la Federación de Sindicatos Organizados (FOTLU) en 1881.
En 1907 se expandió al oeste del río con la absorción de la ciudad de Allegheny.
Después de la Segunda Guerra Mundial hubo otro periodo de expansión ligado al desarrollo económico de Estados Unidos, alcanzando una población máxima de 675.000 habitantes a mediados del siglo XX. Pittsburgh se convirtió en la primera población estadounidense abastecida con energía nuclear, gracias a la apertura en 1957 de la central nuclear de Shippingport.
El declive de la industria del acero en los años 1980 supuso el cierre de las plantas siderúrgicas y una pérdida de población hacia los suburbios. No obstante, la ciudad aprovechó los recursos de los que disponía para afrontar una reconversión industrial apoyada en el sistema educativo, en la industria sanitaria y en las empresas tecnológicas. Aprovechando el cierre de las antiguas fábricas, el distrito central ha sido remodelado por completo con la edificación del distrito financiero, el parque Point State Park, y la reconversión de Fort Pitt en un museo de historia.

## Geografía

### Localización
Pittsburgh se encuentra en el suroeste del estado de Pensilvania, en la confluencia de los ríos Ohio, al oeste; Allegheny, al norte, y Monongahela, al sur. La superficie del área urbana es de 151 km², mientras que el área metropolitana comprende la ciudad y veintisiete condados limítrofes.
La ciudad está dividida administrativamente en noventa barrios, que a su vez pueden englobarse en cinco grandes distritos. En la unión de los tres ríos se encuentran el distrito central —que incluye la zona financiera— y el East End, donde están la mayoría de universidades, museos, parques y el barrio judío. El resto de distritos son mayoritariamente residenciales: North Side —al norte del Allegheny, incluye la antigua ciudad homónima—; West End —al oeste del río Ohio, junto al monte Washington— y South Side, al sur del río Monongahela.
El meridiano 80 oeste atraviesa directamente el distrito central.

Panorámica de Pittsburgh tomada desde el monte Washington.

Poblaciones limítrofes:
| Noroeste: McKees Rocks         | Norte: Reserve y Millvale     | Nordeste: Etna, Sharpsburg y Aspinwall  |
| Oeste: Ingram y Crafton        |                               | Este: Wilkinsburg, Swissvale y Edgewood |
| Suroeste: Green Tree y Dormont | Sur: Mount Oliver y Brentwood | Sureste: Homestead y West Homestead     |

### Topografía
Pittsburgh se asienta en la confluencia de los ríos Ohio, Allegheny y Monongahela, dentro de la meseta de Allegheny en la cordillera de los Apalaches. La ciudad destaca por su perfil irregular: mientras el distrito central está situado en una llanura, muchos de los barrios se han construido sobre colinas cercanas con pendientes pronunciadas. Los distritos están conectados entre sí a través de dos funiculares, 446 puentes y 712 escaleras.
Alrededor de la ciudad se han levantado zonas verdes, paseos y ciclovías como el pasaje del Gran Allegheny (241 km) y el canal Chesapeake-Ohio (297 km). Ambos permiten llegar hasta Washington D. C. en bicicleta.

### Clima
La ciudad de Pittsburgh posee un clima Cfa con veranos cálidos e inviernos muy fríos, con ligeras diferencias entre las áreas cercanas a los ríos y los barrios asentados en las colinas. La temperatura promedio en Pittsburgh es 11 °C.
El mes más cálido del año es julio, con una temperatura media de 22,9 °C y máximas de 28,3 °C. Debido a su situación geográfica en los Apalaches es muy raro que las temperaturas superen los 38 °C, algo que no sucede desde 1995. Por el contrario, el mes más frío es enero con una temperatura media de -1,8 °C y mínimas bajo cero de hasta -30 °C.
Las lluvias son constantes a lo largo del año y se concentran entre el invierno y la primavera, con un volumen anual de 1006 mm de precipitación pluvial. Por otra parte, los meses de nevadas se concentran entre diciembre y marzo, con una media anual de 112 cm.
| Parámetros climáticos promedio de Pittsburgh (Aeropuerto Internacional de Pittsburgh), normales 1991–2020, extremos 1871–presente | Parámetros climáticos promedio de Pittsburgh (Aeropuerto Internacional de Pittsburgh), normales 1991–2020, extremos 1871–presente | Parámetros climáticos promedio de Pittsburgh (Aeropuerto Internacional de Pittsburgh), normales 1991–2020, extremos 1871–presente | Parámetros climáticos promedio de Pittsburgh (Aeropuerto Internacional de Pittsburgh), normales 1991–2020, extremos 1871–presente | Parámetros climáticos promedio de Pittsburgh (Aeropuerto Internacional de Pittsburgh), normales 1991–2020, extremos 1871–presente | Parámetros climáticos promedio de Pittsburgh (Aeropuerto Internacional de Pittsburgh), normales 1991–2020, extremos 1871–presente | Parámetros climáticos promedio de Pittsburgh (Aeropuerto Internacional de Pittsburgh), normales 1991–2020, extremos 1871–presente | Parámetros climáticos promedio de Pittsburgh (Aeropuerto Internacional de Pittsburgh), normales 1991–2020, extremos 1871–presente | Parámetros climáticos promedio de Pittsburgh (Aeropuerto Internacional de Pittsburgh), normales 1991–2020, extremos 1871–presente | Parámetros climáticos promedio de Pittsburgh (Aeropuerto Internacional de Pittsburgh), normales 1991–2020, extremos 1871–presente | Parámetros climáticos promedio de Pittsburgh (Aeropuerto Internacional de Pittsburgh), normales 1991–2020, extremos 1871–presente | Parámetros climáticos promedio de Pittsburgh (Aeropuerto Internacional de Pittsburgh), normales 1991–2020, extremos 1871–presente | Parámetros climáticos promedio de Pittsburgh (Aeropuerto Internacional de Pittsburgh), normales 1991–2020, extremos 1871–presente | Parámetros climáticos promedio de Pittsburgh (Aeropuerto Internacional de Pittsburgh), normales 1991–2020, extremos 1871–presente |
| Mes | Ene. | Feb. | Mar. | Abr. | May. | Jun. | Jul. | Ago. | Sep. | Oct. | Nov. | Dic. | Anual |
| --- | --- | --- | --- | --- | --- | --- | --- | --- | --- | --- | --- | --- | --- |
| Temp. máx. abs. (°C) | 23.9 | 25.6 | 28.9 | 32.2 | 35 | 36.7 | 39.4 | 39.4 | 38.9 | 32.8 | 27.8 | 23.3 | 39.4 |
| Temp. máx. media (°C) | 2.4 | 4.2 | 9.5 | 16.9 | 22.2 | 26.3 | 28.3 | 27.6 | 23.9 | 17.3 | 10.5 | 4.8 | 16.2 |
| Temp. media (°C) | -1.8 | -0.3 | 4.3 | 10.8 | 16.2 | 20.8 | 22.9 | 22.1 | 18.3 | 11.9 | 5.9 | 0.9 | 11 |
| Temp. mín. media (°C) | -5.9 | -4.9 | -0.9 | 4.8 | 10.3 | 15.2 | 17.4 | 16.7 | 12.7 | 6.5 | 1.3 | -2.9 | 5.8 |
| Temp. mín. abs. (°C) | -30 | -28.9 | -20.6 | -11.7 | -3.3 | 1.1 | 5.6 | 3.9 | -0.6 | -8.9 | -18.3 | -24.4 | -30 |
| Precipitación total (mm) | 75.2 | 66.5 | 80 | 84.3 | 97.3 | 104.6 | 108.2 | 89.4 | 83.8 | 71.9 | 72.6 | 72.1 | 1006.1 |
| Nevadas (cm) | 33.8 | 29.7 | 19.3 | 2.5 | 0 | 0 | 0 | 0 | 0 | 1 | 6.1 | 19.6 | 112 |
| Días de precipitaciones (≥ 0.2 mm)                                                                                                | 16.8 | 13.9 | 14.0 | 13.9 | 13.5 | 12.4 | 11.2 | 10.5 | 9.8 | 11.1 | 12.0 | 14.6 | 153.7 |
| Días de nevadas (≥ 0.2 cm) | 12.2 | 9.3 | 5.9 | 1.6 | 0.0 | 0.0 | 0.0 | 0.0 | 0.0 | 0.3 | 3.3 | 7.6 | 40.2 |
| Horas de sol | 93.9 | 108.5 | 155.4 | 182.8 | 217.4 | 242.2 | 254.9 | 228.4 | 196.7 | 167.3 | 99.4 | 74.4 | 2021.3 |
| Humedad relativa (%) | 69.9 | 67.3 | 64.1 | 59.8 | 63.4 | 66.2 | 68.8 | 71.2 | 72.0 | 68.3 | 70.2 | 71.9 | 67.8 |
| Fuente: NOAA (humedad y horas de sol 1961–1990)                                                                                   | | | | | | | | | | | | | |

## Demografía
De acuerdo con la Oficina del Censo de los Estados Unidos, Pittsburgh tenía en 2010 una población censada de 305 704 habitantes dentro del límite urbano y 2 324 000 habitantes en el área metropolitana. Esto le convierte en el segundo municipio más poblado de Pensilvania y en el vigésimo séptimo del país. Con una superficie de 151,11 km², la densidad demográfica es de 2108,49 hab./km².
El crecimiento de la ciudad ha estado ligado al desarrollo industrial de Pensilvania, con dos periodos destacados: el establecimiento de las acerías en los años 1890, y la llamada «edad de oro del capitalismo» en los años 1950.
Aproximadamente el 66% de la población es blanca, un 25,8% es afroestadounidense, un 4,4% tiene origen asiático y un 2,3% es de origen latino. Buena parte de la población blanca tiene antepasados europeos que emigraron en el siglo XIX, con una importante presencia de orígenes alemanes, irlandeses, italianos y polacos. También cuenta con una notable comunidad croata y ucraniana. Respecto a la población afroestadounidense, la mayoría desciende de las personas que llegaron durante la Gran Migración.
| Gráfica de evolución demográfica de Pittsburgh entre 1800 y 2010 |
|                                                                  |

## Política y gobierno
El gobierno local está compuesto por el alcalde de Pittsburgh, el ayuntamiento de Pittsburgh, y las distintas comisiones en las que se regula la vida diaria de los ciudadanos. Las elecciones para la alcaldía se celebran cada cuatro años por sufragio universal. Además, cada uno de los nueve distritos electorales vota por un candidato que les representará en el ayuntamiento. La sede del gobierno local es el edificio del Ayuntamiento de Pittsburgh (Pittsburgh City-County Building).
A nivel estatal el Tribunal Supremo de Pensilvania celebra sesiones en Pittsburgh, Harrisburg y Filadelfia. La ciudad está representada en la Asamblea General de Pensilvania a través de tres senadores y nueve diputados. En el plano federal, Pittsburgh forma parte del 18.º distrito congresional de Pensilvania.
Pittsburgh ha votado tradicionalmente al Partido Demócrata desde la década de 1930. En sus orígenes era un feudo republicano, pero los efectos de la Gran Depresión provocaron un cambio en la tendencia de voto de los ciudadanos. La ciudad ha tenido alcaldes demócratas de forma consecutiva a partir de 1934, así como una holgada mayoría en el ayuntamiento. El actual alcalde desde 2014 es el demócrata Bill Peduto.

## Economía

Panorámica del distrito central de Pittsburgh.

La economía de Pittsburgh está centrada en el sector salud, la educación, las empresas tecnológicas, la banca y la industria ligera. Pittsburgh afrontó una reconversión industrial en los años 1980 debido a la desindustrialización de los Estados Unidos y a la caída de la demanda de acero por la crisis del petróleo. Dentro del estado de Pensilvania, es la segunda más importante por detrás de Filadelfia.
Respecto a otras ciudades industriales del llamado «cinturón de óxido», Pittsburgh afrontó su reconversión con una sociedad más cohesionada, mayor diversificación empresarial, y un legado cultural impulsado tanto por las autoridades como por los magnates que habían hecho fortuna allí. La empresa que más trabajo genera a nivel local y estatal es la UPMC, un centro médico y asegurador afiliado a la Universidad de Pittsburgh, que a su vez es el segundo mayor empleador de la ciudad.
Históricamente, la industria siderúrgica había sido el mayor empleador de la ciudad. Desarrollada en torno a la veta de carbón de Pittsburgh —la más grande de los Apalaches—, llegó a contar en pleno siglo XX con más de 250 acerías a las orillas del río Monongahela. Sin embargo, la crisis de los años 1970 conllevó tanto la pérdida de puestos de trabajo industriales como la salida de algunas empresas que tenían su base allí. Tiempo atrás había llegado a ser la tercera ciudad estadounidense en número de sedes corporativas, solo por detrás de Nueva York y Chicago. Después de la reconversión, la apodada «ciudad del acero» ya no tiene ninguna acería dentro del término municipal, pero continúa siendo base operativa de importantes compañías del sector como U.S. Steel, Ampco y Allegheny Technologies, algunas de las cuales mantienen fábricas en la periferia.
Hay cinco empresas de la lista Fortune 500 que tienen su sede central en Pittsburgh: PNC Financial Services (banca), PPG Industries (productos químicos), U.S. Steel (siderurgia), The Kraft Heinz Company (alimentación) y WESCO (suministros). A ellas deben sumarse otras compañías relevantes a nivel histórico como Alcoa (aluminio), Westinghouse Electric (electrónica) y Gulf Oil (petrolera).
Aunque Pittsburgh no tiene salida al mar, el río Ohio es un afluente navegable del río Misisipi y eso convirtió a la ciudad en un importante enclave comercial. El puerto de Pittsburgh abarca los distintos muelles situados en la confluencia de los tres ríos; es gestionado por la Autoridad Portuaria de Pittsburgh, cubre doce condados y comprende más de 320 km de río navegable en el oeste de Pensilvania. Por volumen de negocio es el vigésimo puerto con más actividad de Estados Unidos y el segundo marítimo de interior más importante del país, solo superado por el puerto de Huntington (Virginia Occidental).

## Educación
El distrito escolar de Pittsburgh (Pittsburgh Public Schools) gestiona una red de 54 colegios públicos con 3900 empleados a tiempo completo (1985 profesores) para un total de 23 331 estudiantes. La aportación presupuestaria de Pensilvania en 2018 fue de 625 millones de dólares, lo que supone un gasto medio de 26 800 dólares por alumno. Por otro lado, la ciudad cuenta con una amplia oferta de educación privada.
Pittsburgh es una ciudad universitaria y acoge numerosos centros de educación superior. Los más conocidos son la Universidad de Pittsburgh, de titularidad estatal, y la Universidad Carnegie Mellon, de titularidad privada y fundada por Andrew Carnegie. Existen otros centros privados de adscripción religiosa como la Universidad Carlow (misericordista) y la Universidad Duquesne (espiritana).
La Universidad de Pittsburgh fue pionera en el desarrollo de la primera vacuna contra la polio, con un equipo liderado por el investigador Jonas Salk.

## Sanidad

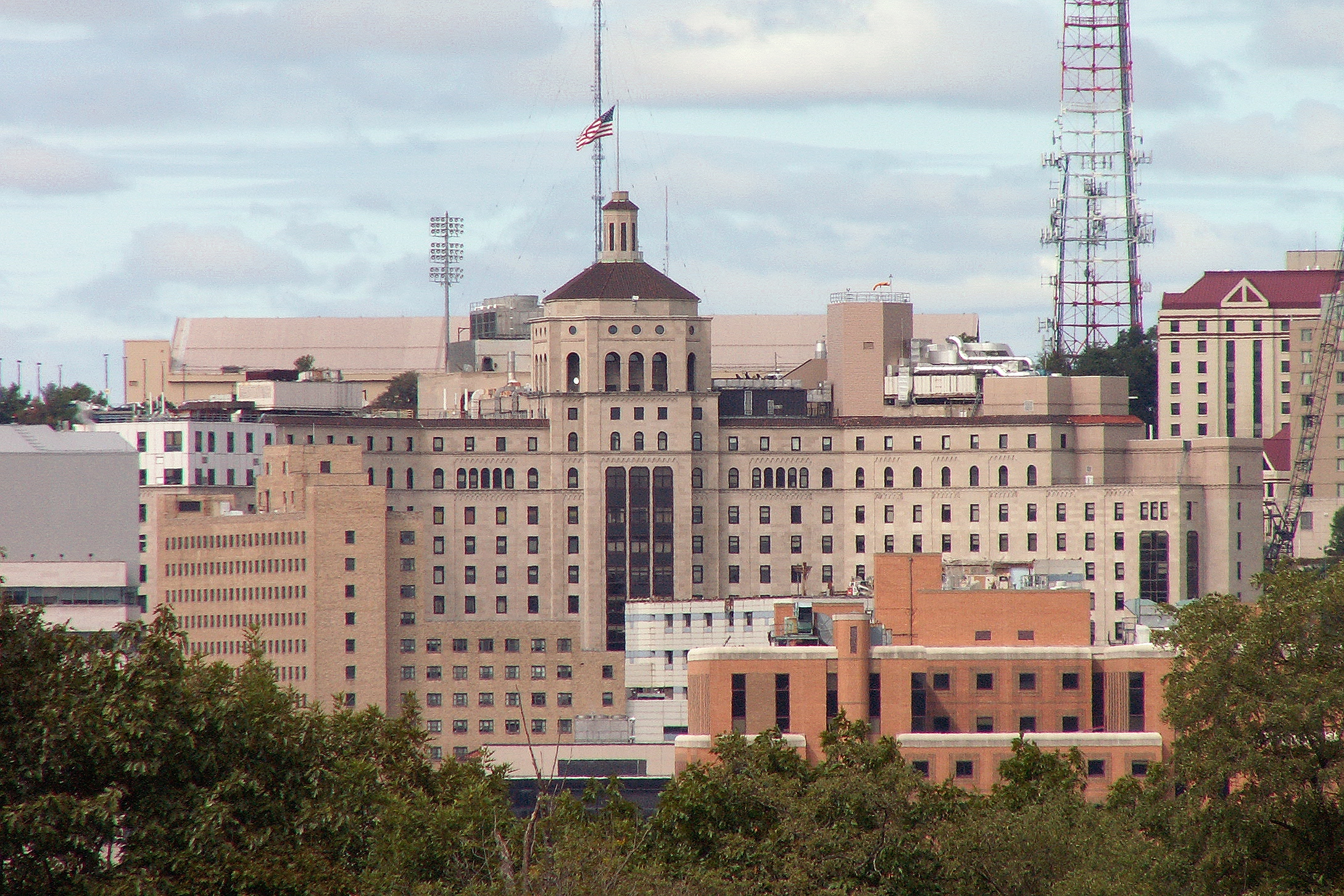
Fachada del Hospital Presbiteriano de Pittsburgh, adscrito a la UPMC.

Según los datos aportados por el estado de Pensilvania, el condado de Allegheny disponía de dieciséis hospitales generales a finales de 2018.
Los dos proveedores sanitarios más importantes de Pittsburgh son la University of Pittsburgh Medical Center (UPMC) y la Allegheny Health Network (AHN). Los orígenes de la UPMC se remontan a la apertura del Hospital Presbiteriano en 1893 y a la creación de la Facultad de Medicina de la Universidad de Pittsburgh en 1886, manteniendo desde entonces una estrecha colaboración. Por otro lado, AHN se asienta sobre el Hospital General de Allegheny que fue inaugurado en 1885.
Pittsburgh fue la ciudad que contó con el primer hospital militar de los Estados Unidos, el Edward Hand Hospital, que permaneció abierto desde 1777 hasta 1845.
La UPMC ha sido pionera en intervenciones médicas como el primer trasplante de corazón en Pensilvania (1968), el trasplante pulmonar por fibrosis quística (1983), el trasplante simultáneo de corazón e hígado a un menor de edad (1984), el primer trasplante triple de corazón, hígado y riñón (1989) y el trasplante doble de manos (2009).

## Cultura

### Arte y museos

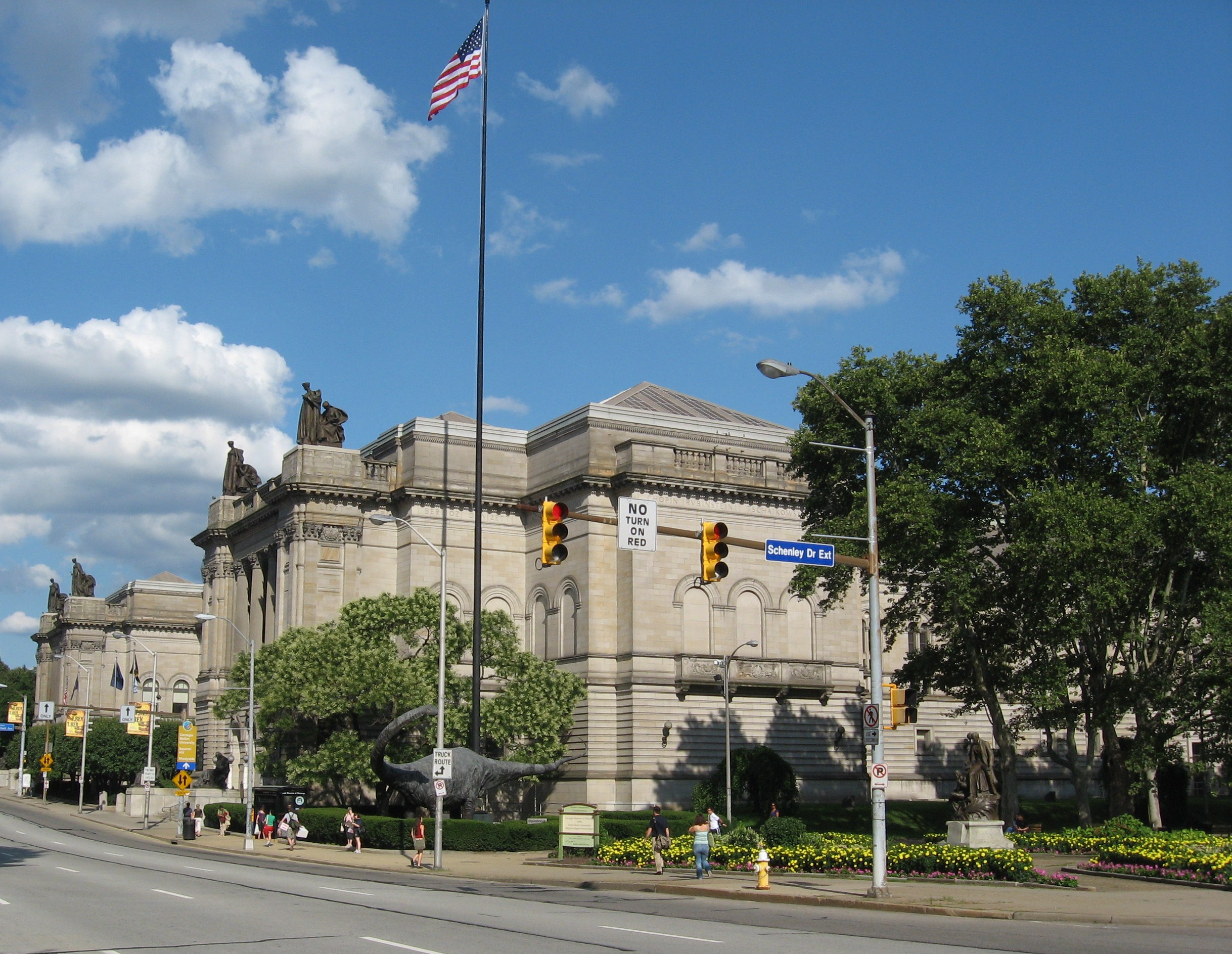
Sede central del Instituto Carnegie.

La ciudad cuenta con más de 30 museos de distinta categoría entre los gestionados por organizaciones sin ánimo de lucro, los de instituciones públicas y los de organizaciones privadas.
El Museo de Arte Carnegie, fundado en 1895 por Andrew Carnegie, fue el primero de Estados Unidos dedicado en exclusiva al arte contemporáneo. Es gestionado por Carnegie Museums of Pittsburgh, una institución que se ocupa en la misma ciudad del Museo Andy Warhol —dedicado exclusivamente a Andy Warhol—, del Museo de Historia Natural —con una notable sección de paleontología— y del Centro de Ciencias. La Universidad Carnegie Mellon, fundada también por el empresario acerero, gestiona la galería artística del Instituto de Arte Contemporáneo Miller (Miller ICA) entre otras exposiciones.
El Heinz History Center, afiliado al Instituto Smithsoniano, es el museo de historia más grande del estado de Pensilvania. Está dedicado a distintos ámbitos de la historia contemporánea local, tanto de la propia ciudad como del oeste de Pensilvania. También se encuentra allí el Invernadero y Jardín Botánico Phipps, un complejo de 15 acres formado por jardines y plantas exóticas.
Por otra parte, los principales centros dedicados a la historia militar estadounidense son el Museo Fort Pitt y el Memorial a los Soldados y Marineros. El primer centro es la recreación de un bastión construido por los británicos en el siglo XVIII, y cuenta con documentación sobre la fundación de Pittsburgh, la guerra de independencia y la guerra de secesión. En cuanto al memorial, forma parte del Registro Nacional de Lugares Históricos y es el más grande del país dedicado exclusivamente a los veteranos del ejército.
La oferta museística de Pittsburgh es muy variada. Cuenta con la Mattress Factory, abierta en 1977 para instalaciones artísticas in situ; el Clemente Museum, dedicado al famoso beisbolista Roberto Clemente; el Museo de los Judíos Americanos, en el que se muestra la aportación cultural de esta comunidad, y Randyland, una galería fundada por Randy Gilson y dedicada al arte callejero.

### Literatura

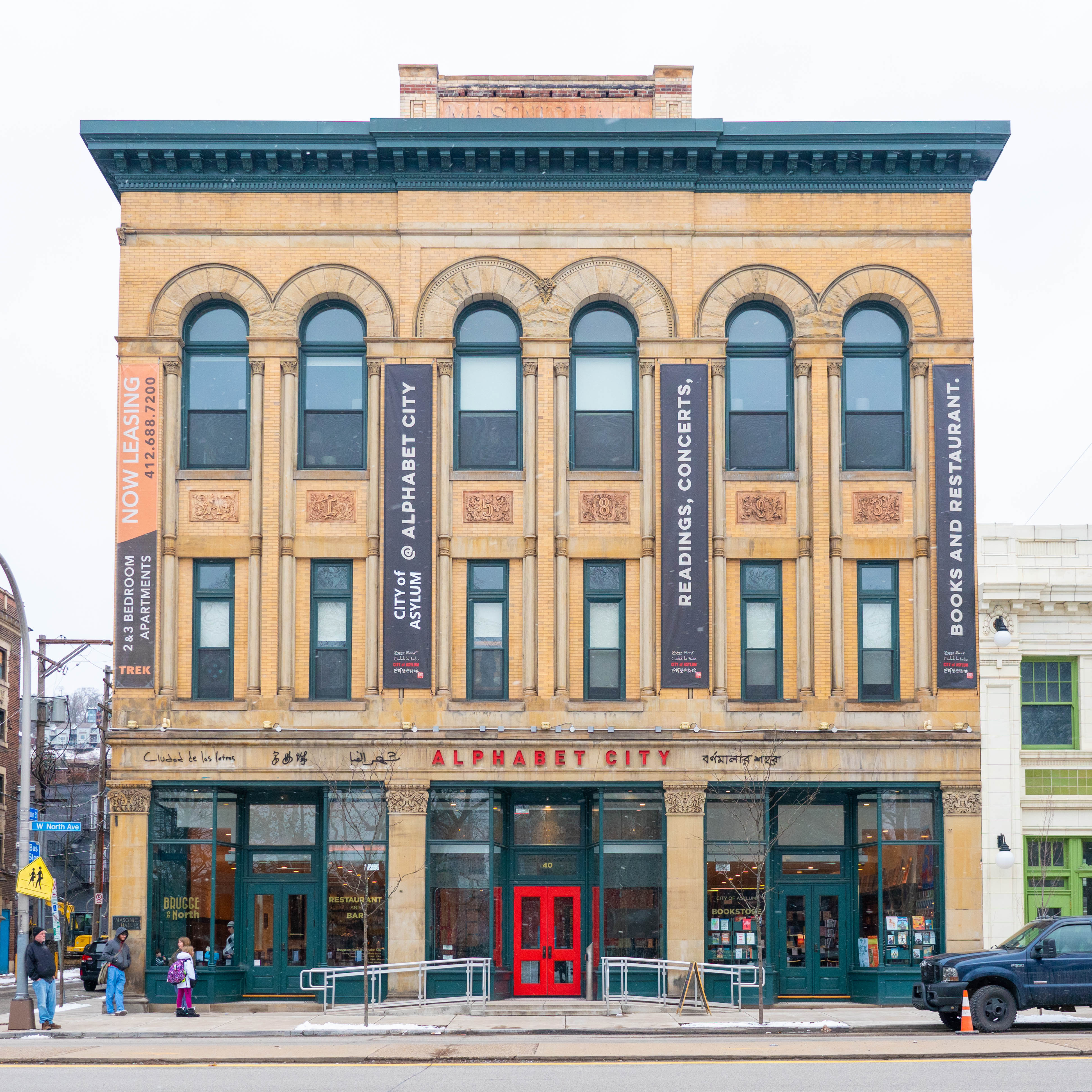
Sede de la organización City of Asylum, dedicada a la protección de escritores exiliados.

Pittsburgh ha visto nacer a prestigiosos autores de la literatura estadounidense como Gertrude Stein, pionera de la literatura modernista; Rachel Carson, bióloga que inspiró la movilización ecologista en los años 1960 a través de Primavera silenciosa; y ganadores del premio Pulitzer como el dramaturgo August Wilson, el historiador David McCullough y la escritora Annie Dillard.
August Wilson se inspiró en su propia ciudad para escribir Fences (1985), basada en la vida de un hombre afroamericano que lucha contra los prejuicios raciales. La novela ha sido adaptada al teatro, ganando el premio Pulitzer de Teatro de 1987, y veinte años después tuvo una adaptación cinematográfica dirigida por Denzel Washington. Otro autor que ha basado parte de su obra en Pittsburgh ha sido John Edgar Wideman, cuya novela Brothers and Keepers (1984) —ambientada en su infancia en Homewood— fue galardonada con el premio del Círculo Nacional de Críticos.
Entre los residentes de Pittsburgh que no nacieron allí, el poeta Terrance Hayes —ganador del Premio Nacional de Poesía en 2010— estudió en la Universidad de Pittsburgh y es profesor de literatura en la Universidad Carnegie Mellon. Del mismo modo, el novelista Michael Chabon escribió su novela The Mysteries of Pittsburgh mientras estudiaba en la universidad.
Desde 2004 la institución City of Asylum (en español, «Ciudad de asilo») se dedica a la promoción y protección de artistas exiliados. Su sede en el edificio Alphabet City, un antiguo templo masónico rehabilitado, alberga hoy una librería, oficinas y un centro de convenciones.

### Música
Dentro de la cultura musical local destacan la Orquesta Sinfónica de Pittsburgh, la Ópera de Pittsburgh, la River City Brass Band, y la Orquesta Sinfónica Juvenil. La sede de la Orquesta de Pittsburgh es el centro de artes escénicas Heinz Hall, un antiguo cine que ha sido rehabilitado en 1971 para convertirlo en un auditorio, mientras que la Ópera está asentada en el Centro Benedum, inaugurado en 1928 y remodelado en 1987.
La Orquesta Sinfónica fue fundada en 1895 por Frederic Archer. A lo largo de su historia ha contado con directores de prestigio como Victor Herbert, Emil Paur, Fritz Reiner, William Steinberg, André Previn y Lorin Maazel entre otros. Su actual director desde 2008 es el austríaco Manfred Honeck.
Pittsburgh tiene una amplia tradición en el jazz, blues y bluegrass. Entre 1941 y 1962 la National Negro Opera Company (dirigida por Mary Cardwell Dawson) fue la primera compañía de ópera en Estados Unidos que estaba formada exclusivamente por afroestadounidenses. Figuras destacadas del jazz como Billy Strayhorn, Lena Horne, Earl Hines y Billy Eckstine han residido parte de su vida en Pittsburgh.
Dentro de la música popular estadounidense la figura más relevante que ha vivido allí es Stephen Foster, quien llegó a componer más de doscientas canciones en la segunda mitad del siglo XIX, algunas de ellas tan recordadas como «Oh! Susanna» y «My Old Kentucky Home». Entre otros artistas que han nacido o crecido en Pittsburgh destacan Erroll Garner, The Skyliners, Perry Como, Christina Aguilera, George Benson, Mac Miller y Wiz Khalifa, este último autor del tema «Black and Yellow» dedicado a la ciudad.

### Cine
Desde 1990 existe una agencia sin ánimo de lucro, la Pittsburgh Film Office, dirigida a captar inversiones para el rodaje de películas tanto en el municipio como en el suroeste de Pensilvania. En The Dark Knight Rises, parte de la trilogía de Batman dirigida por Christopher Nolan, la ciudad de Gotham fue recreada con algunos de los edificios más conocidos de la ciudad. También se han rodado allí títulos como Some Came Running (1958), Slap Shot (1977), Flashdance (1983), All the Right Moves (1983), The Silence of the Lambs (1991), Diabolique (1996), Wonder Boys (2000), Adventureland (2009) y la adaptación de Fences (2016).
Pittsburgh fue la ciudad donde a comienzos del siglo XX se popularizó el «Nickelodeon», un espacio diseñado para proyectar películas por solo cinco centavos. Aunque el concepto había sido creado en 1888 por un ciudadano de Boston, se popularizó a partir de 1905 cuando dos empresarios de Pittsburgh, Harry Davis y John P. Harris, abrieron un cine popular cuyo éxito expandió la fórmula a otros lugares.
Desde 1982 se celebra un festival de cine, el Three Rivers Film Festival, dedicado al cine independiente y a películas extranjeras.
El actor y coreógrafo Gene Kelly pasó su infancia en un barrio humilde de Pittsburgh, ciudad en la que también dio los primeros pasos de su carrera. Del mismo modo, el director George A. Romero vivió y rodó muchos de sus trabajos allí.

### Medios de comunicación

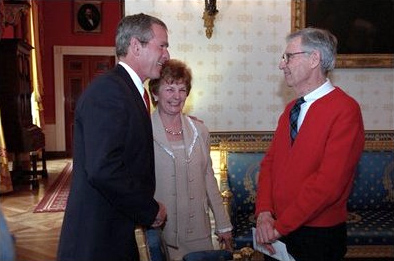
Fred Rogers, creador de Mister Rogers' Neighborhood, es recibido por el presidente George W. Bush (2002).

Los dos periódicos más importantes que se publican en la ciudad son el Pittsburgh Post-Gazette (fundado en 1786) y el Pittsburgh Tribune-Review (fundado en 1811). También se editan semanarios como Pittsburgh Business Times, Pittsburgh City Paper y New Pittsburgh Courier, heredero de uno de los pioneros de la prensa afroamericana, el Pittsburgh Courier (1907-1966). Entre 1884 y 1992 se editó allí The Pittsburgh Press, ganador del premio Pulitzer por Servicio Público en 1987.
El área metropolitana de Pittsburgh conforma el vigésimo segundo mercado televisivo más importante de Estados Unidos. Todas las grandes cadenas de televisión estadounidenses operan a través de estaciones afiliadas. La radiodifusora WQED, afiliada a la televisión pública PBS, ha sido responsable de espacios emblemáticos de la televisión estadounidense como Mister Rogers' Neighborhood —presentado por Fred Rogers—, Where in the World is Carmen Sandiego?, y varios reportajes de National Geographic.
En cuanto a la radio, la emisora KDKA fue la primera emisora con licencia para operar una estación comercial en los Estados Unidos, el 2 de noviembre de 1920.

### Gastronomía
La gastronomía local se ha visto influida por las aportaciones de los inmigrantes europeos que han ido asentándose en la ciudad. Algunos de sus platos más distintivos son la Pittsburgh Salad —ensalada con carne y patatas fritas—, el embutido, el banana split, y los pierogi por influencia de la comunidad polaca.
La multinacional de alimentación Kraft Heinz tiene su sede en Pittsburgh. Fundada en 1869 por Henry J. Heinz en la vecina localidad de Sharpsburg, se ha dedicado a la producción industrial de alimentos envasados, variedades de salsas, latas de conservas y otros productos procesados. Pittsburgh fue también el lugar de nacimiento del Klondike Bar, un cuadrado de helado cubierto con una fina capa de chocolate.

## Transporte
El transporte en Pittsburgh está marcado por su perfil irregular, al situarse en la confluencia de tres ríos y estar rodeada por montañas y colinas. Es apodada «la ciudad de los puentes» (City of Bridges) porque tiene 446 puentes, tres más que Venecia. De ellos los más conocidos son el puente Smithfield Street —uno de los primeros en celosía lenticular—, los apodados Three Sisters —tres puentes colgantes perpendiculares—, el puente de Fort Pitt y el puente de Fort Duquesne.

### Red vial
Hay tres autopistas del Sistema Interestatal: la I-279 (Parkway North) que cruza todo el condado de Allegheny por el norte y conecta tanto con la I-76 (Ohio-Nueva Jersey) como con la I-79 (Virginia Occidental); la I-376 (Parkway East & West) que atraviesa de este a oeste para conectar con la I-80 de Pensilvania, y la I-579 (Crosstown Boulevard) que transcurre por el distrito central.

### Transporte urbano
El transporte público local es gestionado por la Autoridad Portuaria del Condado de Allegheny (Port Authority of Allegheny County), fundada en 1964 para agrupar las distintas empresas privadas de transporte. Presta servicio a 1900 km² de terreno que incluyen todo el condado de Allegheny y partes de los condados de Armstrong, Beaver, Washington y Westmoreland.
El servicio de tren ligero (Pittsburgh Light Rail) comprende 53 estaciones repartidas en tres líneas, con una distancia total de 42 km. Se puso en marcha en 1984, tomando como referencia algunas líneas de tranvía que habían sido operadas por Pittsburgh Railways hasta finales de los años 1960. La mayoría de las estaciones se encuentran sobre la superficie, salvo algunas subterráneas en el distrito central.
El servicio de autobús cuenta con una flota de más de 800 buses entre modelos convencionales y de tránsito rápido, que cubren tanto el área metropolitana como algunos condados limítrofes. Las rutas están divididas por números y letras, con colores distintos en función de la periodicidad: azules (todos los días), rojas (lunes a sábado) y negras (lunes a viernes), mientras que en tránsito rápido hay tres líneas. Las estaciones de autobuses de cabecera son Penn Station y Grant Street Transportation Center.

### Transporte aéreo
El aeropuerto internacional de Pittsburgh (IATA: PIT) es el aeródromo de referencia del oeste de Pensilvania. A pesar de su nombre está ubicado realmente en el municipio de Findlay, a quince kilómetros del distrito central. Fue abierto en 1952 como un centro de conexión auxiliar de la extinta Trans World Airlines, y tras su reforma en 1992 se convirtió en el hub de US Airways. En su época llegó a ser uno de los aeropuertos más innovadores, pues su diseño en forma de equis reducía la distancia entre puertas de embarque. Sin embargo, la quiebra de US Airways en 2004 supuso un duro golpe para su actividad, limitada actualmente a vuelos de corto y medio radio. Es gestionado por la Autoridad Aeropuertaria del Condado de Allegheny.
A once kilómetros del centro se encuentra el aeropuerto del condado de Allegheny, abierto en 1931 y utilizado a día de hoy como aeródromo auxiliar.

## Deporte

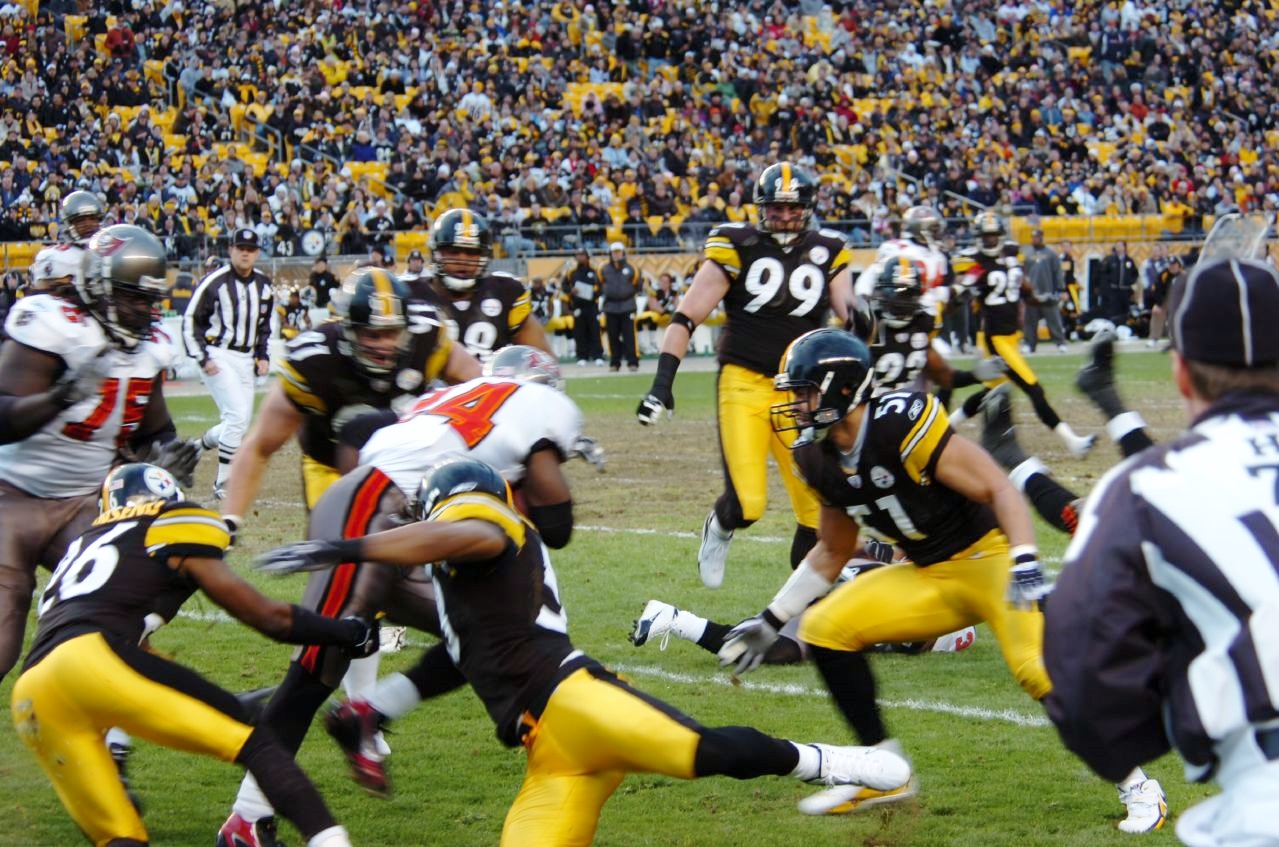
Lance de un partido de los Pittsburgh Steelers en Heinz Field.

Pittsburgh es una de las ciudades estadounidenses con mayor tradición deportiva. A lo largo de su historia destaca por haber acogido el primer partido profesional de fútbol americano, celebrado el 12 de noviembre de 1892 entre dos equipos de Pittsburgh y Allegheny. También ha albergado —junto con Boston— la primera serie mundial de las Grandes Ligas de Béisbol en 1903.
Hay tres equipos que participan en las grandes ligas profesionales norteamericanas: Pittsburgh Pirates (MLB), Pittsburgh Steelers (NFL) y Pittsburgh Penguins (NHL). Todos ellos han sido campeones nacionales en sus respectivas competiciones. Pittsburgh es la única ciudad estadounidense donde todos sus clubes defienden los mismos colores: negro y dorado, inspirados en el escudo de armas local.
Por otra parte, los clubes deportivos de la Universidad de Pittsburgh compiten bajo el nombre de Pittsburgh Panthers en la División I de la NCAA, máxima categoría del sistema deportivo universitario estadounidense. En baloncesto universitario hay tres equipos que compiten al máximo nivel: los Panthers, los Dukes de la Universidad Duquesne y los Colonials de la Universidad Robert Morris.
El ayuntamiento ha transformado las antiguas vías férreas que atravesaban la ciudad en vías verdes para la práctica de deportes al aire libre.

### Equipos profesionales
Pittsburgh Pirates es el equipo más longevo de la ciudad: fue fundado en 1892 como el club de béisbol representativo de Allegheny, si bien en 1901 adoptó su denominación actual. A lo largo de su historia ha ganado cinco series mundiales, la última en 1979, y ha acogido a leyendas de este deporte como Honus Wagner, Roberto Clemente, Willie Stargell, Paul Waner y Bill Mazeroski.
En fútbol americano, Pittsburgh Steelers fue fundado en 1933 por Art Rooney y se convirtió en una potencia de la National Football League en la década de 1970, con un equipo liderado por Terry Bradshaw que se ganó el apodo de «cortina de hierro» (Steel Curtain) por la solidez de su línea defensiva. Los Steelers son además uno de los clubes con mayor base de aficionados a nivel nacional.
En cuanto al hockey sobre hielo, Pittsburgh Penguins fue fundado en 1967 como una de las primeras franquicias de expansión de la National Hockey League. A partir de los años 1990 pasó a dominar el campeonato gracias a la llegada de Mario Lemieux, uno de los mejores jugadores de su generación, quien tras la retirada terminó convirtiéndose en el propietario. A lo largo de su historia han ganado cinco Copas Stanley.
Pittsburgh no cuenta con clubes de baloncesto ni de fútbol en las máximas divisiones nacionales. Llegó a contar con una franquicia en la desaparecida American Basketball Association, los Pittsburgh Pipers, pero solo existió desde 1967 hasta 1972.
| Equipo                 | Deporte            | Liga                     | Estadio          |
| ---------------------- | ------------------ | ------------------------ | ---------------- |
| Pittsburgh Steelers    | Fútbol americano   | National Football League | Heinz Field      |
| Pittsburgh Penguins    | Hockey sobre hielo | National Hockey League   | PPG Paints Arena |
| Pittsburgh Pirates     | Béisbol            | Major League Baseball    | PNC Park         |
| Pittsburgh Riverhounds | Fútbol             | USL Championship         | Highmark Stadium |

## Ciudades hermanadas
Pittsburgh participa activamente en la iniciativa de hermanamiento de ciudades. Actualmente mantiene acuerdos de hermanamiento con las siguientes ciudades:
- Bilbao, España
- Carmiel, Israel
- Đà Nẵng, Vietnam
- Donetsk, Ucrania
- Fernando de la Mora, Paraguay
- Gaziantep, Turquía
- Matanzas, Cuba
- Misgav, Israel
- Naucalpan de Juárez, México
- Omiya, Japón
- Ostrava, República Checa
- Prešov, Eslovaquia
- Saitama, Japón
- San Isidro, Nicaragua
- Sheffield, Reino Unido
- Skopie, Macedonia del Norte
- Sofía, Bulgaria
- Prešov, Eslovaquia
- Wuhan, China
- Zagreb, Croacia